# Heinrich Schuur
Heinrich Schuur (* 23. November 1937 in Glückstadt) ist ein deutscher Flottillenadmiral außer Dienst der Bundesmarine.

## Leben
Schuur absolvierte 1957 das Abitur und war Mitglied der Crew IV/1957, welche am 1. April 1957 in die Bundeswehr eintrat. Als Leutnant zur See war er Mitte 1961 für einen Monat Kommandant des Schnellbootes Tiger. Vom 25. Oktober 1963 bis 30. September 1966 war er als Oberleutnant zur See Kommandant des neu in Dienst gestellten Schnellbootes Ozelot.
Von 1969 bis 1971 nahm er am 11. Admiralstabslehrgang an der Führungsakademie der Bundeswehr in Hamburg teil. Als Nachfolger von Hans-Jochen Meyer-Höper übernahm er im Oktober 1974 das 5. Schnellbootgeschwader und blieb bis März 1976 dessen Kommandeur.
Von März 1981 an war er erneut als Nachfolger von Hans-Jochen Meyer-Höper Kommandeur der Schnellbootflottille. Am 1. April 1986 wurde er dann Chef des Stabes beim Befehlshaber Alliierte Seestreitkräfte Ostseezugänge (NAVBALTAP) in Karup (Dänemark) und gab das Kommando zum 30. September 1990 ab. Anschließend war er bis Ende 1994 Abteilungsleiter und Admiral Marineausbildung im Marineamt in Wilhelmshaven. 1995 ging er in den Ruhestand.
Am 29. Dezember 1994 wurde er mit dem Verdienstkreuz 1. Klasse ausgezeichnet.
Schuur ist verheiratet und hat eine Tochter sowie zwei Söhne.